# Palubní letoun

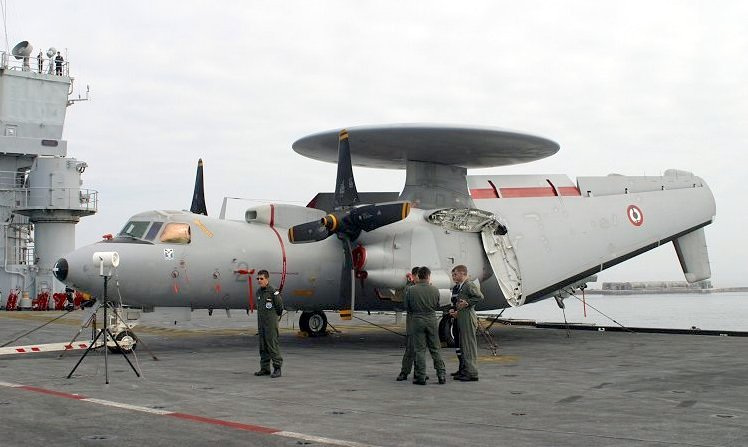
Northrop Grumman E-2 Hawkeye ve složeném stavu na palubě letadlové lodi

Palubní letoun, či námořní palubní letoun, je letoun uzpůsobený pro službu (provozu) na letadlových lodích. Letouny této kategorie obvykle splňují charakteristiky a mají implementovány technická řešení, které daný stroj přizpůsobí službě na letadlových lodích.
Tento termín je obvykle používán pro označení letounů s pevným křídlem, protože námořní vrtulníky jsou způsobilé působit z širokého spektra lodí, jako jsou vrtulníkové výsadkové lodě, torpédoborce, či fregaty.

## Charakteristiky palubních letounů

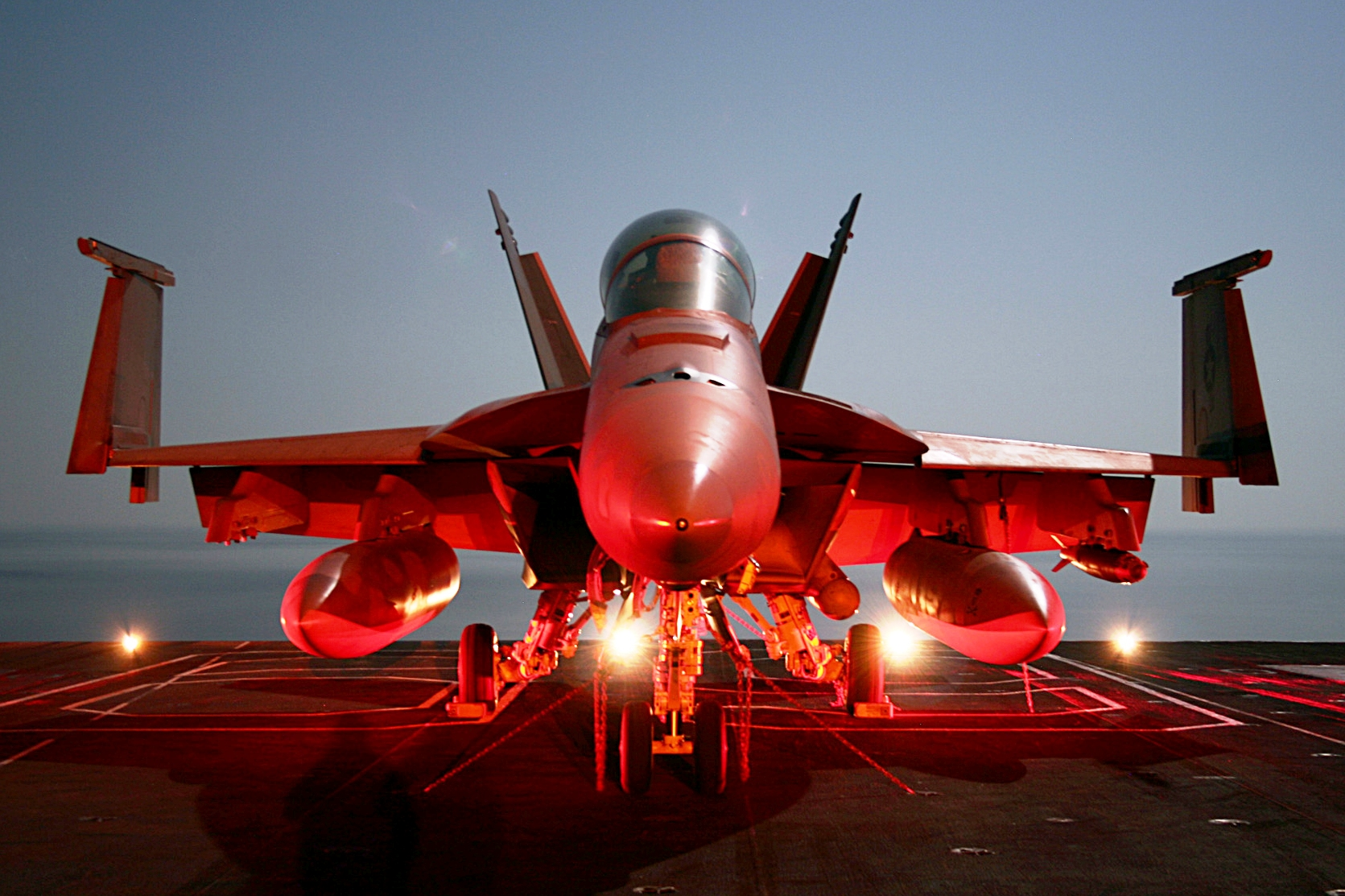
F/A-18 Super Hornet na letové palubě

Palubní letouny musí splňovat mnoho vlastností, mezi ně patří následující seznam vlastností:
- odolnost konstrukce pro provoz na moři, tedy odolnost konstrukce proti slané vodě.[1][2]
- odolnost provozu na moři, tedy odolnost motoru a palubní elektroniky proti slané vodě.[1][2]
- zvýšená odolnost proti pronikání vody do letounu.[1][2]
- schopnost sklopit křídla, či jinak šetřit prostor na palubě letadlové lodi.[1][2]
- splnění charakteristik CATOBAR, STOBAR, STOVL, či VTOL, podle druhu letadlové lodi, na které má letoun působit.[1][2]
- zvýšená konstrukční odolnost trupu a podvozku letounu, pro případná tvrdší přistání.[1][2]
- uzpůsoben pro asistované vzlety a přistání s pomocí katapultu a brzdícího háku.[1][2]
- kompatibilita elektroniky pro provoz na letadlových lodích.[1][2]
- přizpůsobení zbraní, senzorů a radaru pro námořní cíle.[1][2]

## Historie

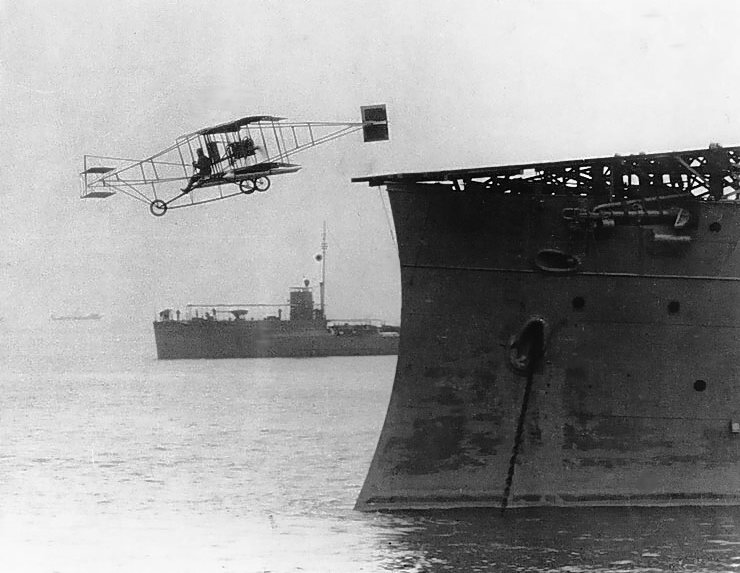
Eugene Ely startuje 14. listopadu 1910 z provizorní rampy na přídi zakotveného průzkumného křižníku USS Birmingham

První palubní letouny začaly vznikat po pokusech o vzlet z paluby námořních lodí. První vzlet proběhl 14. listopadu 1910 z paluby ukotvené USS Birmingham letounem Curtiss Model D, pilotovaný Eugenem Elyem. Následovaly časem další pokusy, ale ty jen potvrdily potřebu specializovaných letadel uzpůsobených pro vzlet a přistání na lodích a také potřebu vzniku letadlových lodí.
První letadlová loď byla hybridní bitevní a letadlová loď HMS Furious uvedená do služby v roce 1917. První letadlová loď s průběžnou letovou palubou byla HMS Argus v roce 1918.
Mezi první palubní letouny na výše uvedených letadlových lodích byly letouny Sopwith Pup a Sopwith 1½ Strutter, které již měly první úpravy pro provoz na palubě letadlových lodí.

## Příklady navalizovaných pozemních letadel
Supermarine Spitfire: Původní konstrukce letounu Supermarine Spitfire je navržena pro provoz na klasických letištích. Supermarine Seafire je námořní variantou původního letounu, uzpůsobená pro provoz na palubách letadlových lodích s charakteristikami CATOBAR.
MiG-29: Původní konstrukce letounu MiG-29 je navržena pro provoz na klasických letištích. MiG-29K je však verze letounu, uzpůsobená pro provoz na palubách letadlových lodích s charakteristikami STOBAR.
Hawker Siddeley Harrier: Původní konstrukce letounu Hawker Siddeley Harrier byla navržena pro provoz na klasických letištích. British Aerospace Sea Harrier byla navalizovaná verze téhož letounu, určená pro provoz na letadlových lodích s charakteristikami STOVL/VTOL.
V-22: Původní konstrukce letounu V-22 je navržena pro provoz na klasických letištích. CMV-22B je varianta letounu, určená pro provoz na letadlových lodích s charakteristikami STOVL/VTOL.